# Personaggi della saga di Darren Shan
Segue un elenco dei personaggi della saga di Darren Shan.

## Vampiri

### Darren Shan
Darren Shan è il personaggio principale della saga (costituita proprio dai suoi diari), narrata dal suo punto di vista. Come spiegato nell'ultimo libro, i diari furono presumibilmente trasferiti dal signor Tall all'autore.
All'inizio della storia Darren è un normale ragazzino di buon cuore, testardo e leale che farebbe di tutto per gli amici e la famiglia, con uno spiccato senso dell'umorismo. Tuttavia, con il passare degli anni nella serie, a causa delle sofferenze subite (in particolare dovute alla perdita dei suoi cari e alla guerra contro i vampiri killer) diventa sempre più cinico e si riempie di odio e risentimento, assumendo atteggiamenti vendicativi, freddi e pragmatici che spesso influenzano le sue decisioni in negativo pur cercando sempre di restare nel giusto.
Darren restò attratto del ragno di Larten Crepsley, Madam Octa, quando andò al Circo degli Orrori, dove scoprì anche che i vampiri erano reali, dal momento che Mr. Crepsley era uno di loro e il suo migliore amico Steve Leonard gli chiese di essere trasformato. Darren ruba Madame Octa, che però morde Steve mettendolo in pericolo di vita e costringendo Darren a chiedere aiuto a Crepsley, il quale accetta di dare l’antidoto a Steve se Darren in cambio si farà trasformare in mezzo-vampiro e diventerà suo assistente. Il ragazzino deve quindi lasciare la sua famiglia e finge la propria morte con l’aiuto di Crepsley, per poi unirsi con lui al Circo degli Orrori.
Molti anni dopo, parte per il Picco dei Vampiri con il suo mentore dove prende parte ai Triboli d’Iniziazione per dimostrare il proprio valore alla società di vampiri e, fallendo, dovrebbe essere condannato a morte; fugge con l’aiuto del suo amico Kurda Smahlt, salvo poi scoprire che è un traditore che collabora con i vampiri killer nella speranza di unire i due clan di vampiri e risparmiare questi ultimi dall’ascesa del Signore dei Vampiri Killer. Darren sfugge per un pelo ai nemici e riesce a sventare il complotto di Kurda, venendo fatto Principe dei Vampiri per il suo coraggio.
Dopo diversi anni di guerra, apprende di essere uno dei tre cacciatori con il potere di uccidere il Signore dei Vampiri Killer prima che possa sterminare il popolo dei vampiri; inoltre, Lady Evanna lo informa che un Signore delle Tenebre sorgerà alla fine della guerra tra i due clan e la sua identità deve essere ancora determinata: o sarà il Signore dei Vampiri Killer o lo stesso Darren. Diversi mesi dopo, i cacciatori cadono in un'elaborata trappola dei vampiri killer nella quale Mr. Crepsley muore e Darren scopre che il suo ex amico Steve è diventato il Signore dei Vampiri Killer.
Gli avversari si scontrano due anni dopo nella loro città natale e Darren ha la meglio; scopre che però loro due sono stati manipolati per tutta la loro vita da Mr. Tiny in modo che il vincitore (chiunque di loro due sarebbe stato) avrebbe gettato il mondo nel caos. Sfidando il suo destino, Darren si butta con il morente Steve in un fiume ed entrambi annegano e finiscono nel Lago delle Anime. In un lontano futuro, Mr. Tiny reincarna Darren in un membro del Piccolo Popolo su richiesta di Lady Evanna, che vuole salvarlo da una sorte che non merita. Mandato indietro nel tempo alla notte in cui andò al Circo degli Orrori con Steve, spaventa il suo sé stesso giovane affinché non rubi Madame Octa e non venga invischiato nel mondo dei vampiri. Evanna gli consegna anche i diari che ha tenuto per tutta la vita, aggiornati per includere la sua morte e l’entità del male di Mr. Tiny. Darren consegna i quaderni a Mr. Tall affinché li consegni al sé stesso adulto e umano di quella dimensione (ovvero la serie stessa) in modo che il clan dei vampiri e quello dei vampiri killer venga a sapere il piano di Mr. Tiny. In questo modo il Darren vampiro muore serenamente con la sua anima che vola in Paradiso, sapendo che il Darren ragazzino condurrà una vita normale.
È interpretato da Chris Massoglia nel film del 2009; in questa versione ha sedici anni quando viene trasformato e gli eventi relativi alla guerra con Steve Leonard sono dimezzati e accorciati.
Nell'adattamento manga della serie, Darren si comporta più come un tipico eroe rispetto alla sua controparte del romanzo. È più ingenuo e la sua insistenza nel mantenere i propri ideali positivi finiscono per schiacciarlo col progredire della storia. Cerca sempre di pacificare le persone e spesso è in grado di calmare dei diverbi o discussioni. Diverso è anche il suo rapporto con Steve, che Darren vuole perdonare anche dopo la scoperta della sua natura malvagia; a differenza dei libri, Darren non smette mai di considerare Steve come un amico e si incolpa costantemente per il fatto che sia passato dalla parte del nemico. Diventa più cinico con il passare della storia, sebbene in misura minore rispetto ai romanzi.

### Larten Crepsley
Larten Crepsley è il vampiro che ha reso Darren Shan il suo assistente dopo aver salvato l'amico del ragazzino, Steve, in cambio della promessa di Darren di diventare il suo assistente. È molto alto, coni capelli rasati e arancioni che si è tinto quando era un bambino; è analfabeta e ha una lunga cicatrice che gli scorre lungo la guancia sinistra inflitta da Evanna quando tentò di baciarla in gioventù. Sembra che abbia circa 180-200 anni e che una volta fosse un generale dei vampiri. Larten si dimise bruscamente dalla sua posizione in seguito all'uccisione del suo fratello di sangue Wester Flack, che aveva ucciso un'umana amata da Larten per guidare il clan dei vampiri in guerra con i vampiri killer. Pur rimanendo molto rispettato all'interno del clan, Larten ha scelto di vivere un'esistenza semplice come membro del Circo degli Orrori, in un esilio autoimposto dai vampiri fino a quando non si è imbattuto in Steve Leonard e Darren Shan. Fu inconsapevolmente influenzato dal signor Tiny da lontano per testare entrambi i bambini e farli diventare suoi assistenti. Rifiutò Steve per il suo sangue malvagio, ma si è interessato a Darren quando il ragazzino rubò il suo ragno Madame Octa; Larten ricattò Darren per farlo diventare il suo assistente mezzo vampiro quando Steve fu morso dal ragno (in cambio della salvezza del suo amico) e aiutò Darren a fingere la sua morte. In seguito ha riconosciuto di aver preso una decisione sbagliata, poiché aveva deliberatamente isolato il bambino condannandolo a una vita dannata senza una vera giustificazione.
Sebbene Darren inizialmente lo disprezzasse e Larten a sua volta credesse che il ragazzino fosse troppo umano per essere un buon vampiro, in seguito rimase colpito dal rifiuto di Darren di tradirlo a Murlough, anche se avrebbe potuto salvare la vita di Evra Von. Rimangono compagni per molti anni tanto che, quando si imbarcano nella caccia al Signore dei vampiri killer, il loro rapporto è paragonabile a quello di un padre e di un figlio. Nel quarto libro si scopre che Larten era una volta il compagno di Arra Sails, e rimane profondamente addolorato quando viene uccisa nel sesto libro da uno dei vampiri killer che Kurda Smahlt ha aiutato a intrufolarsi nel Picco dei Vampiri.
Crepsley viene ucciso dopo essere stato spinto in una fossa piena di pali aguzzi da Steve Leonard. Muore in pace credendo di aver ucciso il Signore dei vampiri killer, ma successivamente si scopre che era solo un impostore dato che quello vero altri non è che Steve.
È interpretato da John C. Reilly nel film.

### Vancha March
Precedentemente noto come Vancha Harst, era originariamente iniziato come vampiro killer con suo fratello, Gannen Harst. Non è mai stato in grado di sopportare l'uccisione causata dalla sua condizione, quindi ha abbandonato il clan cercando inutilmente di combattere i propri impulsi assassini. Decise di suicidarsi, ma venne trovato da Paris Skyle che corse il rischio di trasformarlo da vampiro killer a vampiro (poiché il sangue di vampiro è velenoso per i vampiri killer e viceversa, perciò entrambi sarebbero potuti morire).
Dopo molti anni di addestramento e di servizio come generale, è poi diventato un Principe dei Vampiri. I suoi capelli sono tinti di verde e la sua pelle è di una tonalità rosso scuro a causa della sua continua battaglia con il sole (pensa che il sole, come qualsiasi altro nemico delle creature della notte, possa essere sconfitto). Aderisce alle vecchie tradizioni dei vampiri, realizzando i propri vestiti con pelli di animali e costruendo i suoi shuriken con metallo e pietre. Si rifiuta di usare armi da combattimento ravvicinato a favore delle sue mani nude e afferma di essere un donnaiolo, anche se Darren ritiene che abbia scarso successo in quest'area a causa del suo aspetto trasandato, del cattivo odore e delle maniere molto rudi (unica eccezione si è riscontrata forse con Truska, la donna barbuta del Circo degli Orrori).
Prima dello scoppio della Guerra delle Cicatrici, Vancha non era presente al Picco dei Vampiri in conformità con le regole secondo cui un principe dovrebbe essere sempre pronto ad assumere il controllo del clan se la montagna dovesse cadere nelle mani del nemico. Serve in prima linea quando inizia la guerra e viene presentato come l'ultimo dei tre cacciatori del Signore dei vampiri killer, unendosi al gruppo nonostante il suo personale disinteresse a combattere in una guerra e partecipando solo per garantire la sopravvivenza della sua razza; diffida di Desmond Tiny disprezzando la sua ingerenza, ben prima che Darren e Harkat scoprano la vera portata del suo potere. Inizia anche a nutrire un forte odio per il Signore dei vanpiri killer, superiore quasi a quello di Darren, ritenendo che stia contaminando il codice d’onore che i vampiri killer hanno seguito per secoli. Dopo la morte di Crepsley, Vancha insegue il leader nemico per due anni senza successo, prima di fuggire al fianco di Darren quando viene attaccato dall’avversario. Resta ferito nello scontro finale da Gannen Harst ma sopravvive, diventando l'unico cacciatore a sopravvivere alla guerra. Lady Evanna ha un rapporto con lui e suo fratello Gannen Harst e resta incinta di due gemelli da entrambi, portando a una pace tra i due clan.

### Harkat Mulds
È un membro del Piccolo Popolo che inizia ad affiancare Darren dal secondo libro, si distingue dai suoi simili perché zoppica con la gamba sinistra. Ne Il Picco dei Vampiri, rivela il suo vero nome e il fatto che può parlare. È molto protettivo nei confronti di Darren, salvandolo più volte, tanto che i due stringeranno una forte amicizia.
Si scopre che Harkat era in realtà un residuo dell’anima di Kurda Smahlt ed è stato inviato da Mr. Tiny, che ha creato Harkat dai resti di Kurda volendo garantire la sicurezza di Darren, inviandogli un alleato per farlo sopravvivere ad eventi cruciali, scegliendo Kurda (in quanto era stato vicino a Darren nel corso della sua vita e quindi avrebbe lottato più duramente per proteggerlo) e lo mandò nel passato, in modo che Darren non morisse nel suo scontro con l'orso mentre viaggiava verso il Picco dei Vampiri, o i due cinghiali nei Triboli d’Iniziazione.
Il nome Harkat Mulds è in realtà un anagramma del nome Kurda Smahlt, come mostrato sui denti della pantera cacciata lungo la strada per il Lago delle Anime, inoltre Harkat presenta tre cicatrici identiche sulla guancia sinistra, proprio come Kurda.
Dopo che lui e Darren riportano per sbaglio in vita Kurda, il signor Tiny rivela che Harkat e Kurda non possono vivere nella stessa linea temporale; Harkat è disposto a morire, ma Kurda chiede di essere ucciso al suo posto in modo da lasciarlo vivere. Il signor Tiny pugnala Kurda e garantisce che la sua anima entrerà in Paradiso, lasciando Harkat con i ricordi di entrambi.

### Gavner Purl
Un buon amico del signor Crepsley e Darren.
In passato Larten era salito su una nave con degli umani uccidendo e bevendo il sangue a tutti, tranne un bambino la cui madre era forse già morta. Il signor Crepsley lo portò con sé a Parigi nel Palazzo dei Dannati dove allevò il bambino, che prese il nome di Gavner Purl e successivamente venne iniziato da un vampiro. Il signor Crepsley lo prendeva spesso in giro per la sua rumorosità, che lo faceva sentire arrivare da mezzo miglio di distanza che poteva sentirlo arrivare da mezzo miglio di distanza. È un generale dei vampiri e viene ucciso da Kurda Smahlt dopo aver scoperto per caso il suo tradimento, scusandosi con le sue ultime parole per averlo tenuto sveglio con il suo russare. La morte di Gavner è uno dei motivi principali per cui Darren parla del tradimento di Kurda nonostante il loro legame di amicizia; il suo corpo viene rinvenuto tra due scogli vicino al tunnel in cui è stato ucciso.
Ebbe una relazione con una ragazza di nome Liz Carr, con cui si separò per partire alla volta del Picco dei Vampiri.
Interpretato da Willem Dafoe.

### Seba Nile
Ex maestro di Crepsley e quartiermastro del Picco dei Vampiri, è stata una grande fonte di ispirazione per il signor Crepsley che avrebbe sempre voluto parlare come lui, e da cui ha preso l’idea di vestirsi sempre di rosso come lui. È il più vecchio vampiro vivente alla fine della serie, a più di 700 anni. Combatte nella battaglia che dà inizio alla Guerra delle Cicatrici, restando ferito da un colpo di spada alla gamba che lo lascia zoppo.

### Kurda Smahlt
Un generale vampiro, in candidatura per diventare un principe. È un pacifista con il desiderio di unire i due clan dei vampiri e dei vampiri killer. Quando seppe che il signore dei vampiri killer si sarebbe innalzato per scatenare una guerra, prese misure disperate pianificando l’infiltrazione di un gruppo di vampiri killer nel Picco dei Vampiri durante la sua investitura a principe dopo aver preso il controllo della Pietra del Sangue. Grazie a Darren la congiura fallisce e, nonostante siano riconosciuti gli intenti reali di Kurda, viene comunque condannato a morte dai principi come traditore.
Dopo la morte prova rimorso per i suoi crimini e accetta di diventare Harkat Mulds per rimediare ai suoi errori e proteggere Darren. Gli viene offerta la possibilità di tornare in vita a discapito di Harkat, ma sceglie di morire al suo posto per permettergli di vivere; viene ucciso da Tiny e la sua anima sale al Paradiso.

### Paris Skyle
Un Principe dei Vampiri e il più vecchio vampiro vivente, con almeno 800 anni. Pare conoscesse William Shakespeare (bevve il suo sangue in punto di morte per preservare il suo spirito), navigò con Colombo e ispirò Dracula di Bram Stoker. Dopo essere scomparso dal Picco dei Vampiri, viene trovato morto sotto il corpo di un orso senza vita; questo a causa dello stile di vita dei vampiri, secondo il quale spesso gli anziani scelgono di combattere una battaglia che sanno di non avere alcuna speranza di vincere piuttosto che morire pacificamente per motivi di orgoglio.

### Mika Ver Leth
Un altro Principe dei Vampiri che all'inizio Darren disprezzava. Si veste sempre di nero, ha i capelli neri, lunghi e lucenti, occhi scuri da aquila e i lineamenti affilati simile a quelli di un corvo. Ha un carattere severo, cupo e scontroso (sorride molto di rado ed è sempre accigliato) apparendo molto intimidatorio, e all'inizio Darren era diffidente nei suoi confronti, nutrendo successivamente un certo rispetto per lui. Era il principe più giovane prima di Darren, a "soli" 270 anni. Come tutti i principi, ha muscoli enormi ed è piuttosto alto; è molto fedele al clan dei vampiri e apprezza l'onore e la reputazione sopra ogni altra cosa. Pare essere stato il mentore di Arra Sails e rivale di Crepsley per le sue attenzioni.

### Arrow
Il più bellicoso di tutti i Principi, ha ucciso più vampiri killer di qualsiasi altro vampiro. Il suo odio è il risultato dell'omicidio di una donna umana che amava da parte di un vampiro killer; avendo ucciso il colpevole per vendetta, da quel momento in poi dedicò tutte le sue energie allo sterminio del clan. Sebbene, come la maggior parte dei Principi, il suo rango sia una testimonianza della sua abilità nel combattimento, Arrow è molto intelligente ed è colui che suggerisce di lanciare una sfida a Darren per ripulire il nome di Larten Crepsley. In seguito al fallito colpo di stato di Kurda Smahlt, Arrow escogita un modo per perdonare Darren per il suo fallimento nei Triboli di Iniziazione, suggerendo di nominarlo principe per aver affrontato l'esecuzione pur di smascherare il tradimento di Kurda. Nella battaglia contro i vampiri al Picco dei Vampiri, dimostra la sua abilità sia con le spade che con i boomerang.

### Arra Sails
Una delle poche vampire donne, ha capacità fisiche equivalenti a quelle dei maschi, se non migliori. Darren è riuscito a conquistare il suo rispetto dopo uno scontro in equilibrio sulle sbarre. Arra ha preparato Darren per il suo terzo tribolo nella Sala delle Fiamme. È l'interesse amoroso ed ex-compagna di Larten Crepsley; venne uccisa nella battaglia che iniziò la Guerra delle Cicatrici dal vampiro killer di nome Glalda Erefith, sconvolgendo profondamente Crepsley che non è più stato lo stesso dalla sua morte. Prima di morire ha chiesto a Larten di assicurarsi che i principi risparmiassero la vita di Darren (il quanto il ragazzino ha fallito ai triboli ed è fuggito dalla sua condanna a morte). Dopo la sua morte si forma una sua immagine sul dorso di una rana, come ricordo, nella grotta di Lady Evanna; quest’ultima l’ha donata a Larten come regalo quando lui, Darren e Vancha stavano viaggiando a caccia del Signore dei vampiri killer. Una volta era una serva / apprendista di Lady Evanna, ma poi si separò da lei per diventare una vampira, apprendendo sotto il braccio di Mika Ver Leth.

### Vanez Blane
È il maestro dei giochi del Picco dei Vampiri, e quindi il tutor più alto in classifica. Ha aiutato Darren ad allenarsi per tre dei suoi triboli; è privo di un occhio che ha perso combattendo un leone molti decenni prima dell'inizio della serie, poi ha perso l'altro quando è stato accoltellato durante la battaglia che ha dato inizio alla Guerra delle Cicatrici, anche se ha continuato a fare da tutore nonostante fosse cieco rimanendo un ottimo combattente.

### Cyrus
Uno dei pochi vampiri iniziati da Kurda, era tra coloro che attaccarono Darren quando è entrato nella Sala dei Principi. Kurda gli dice di ritirarsi poiché è stato versato troppo sangue, quindi lui si suicida.

### Darius Shan
Figlio di Annie e Steve Leonard, Darius è stato concepito prima che Steve diventasse un mezzo vampiro killer come parte del suo piano per eliminare Darren; quando era troppo tardi per Annie di abortire, Steve è tornato da lei per minacciarla e affermare che non l’ha mai amata prima di andarsene. Negli anni seguenti visita Darius in segreto convincendolo di stare intraprendendo una crociata contro i vampiri e che sono loro i malvagi che uccidono umani per berne il sangue e spingendolo a odiare Darren senza specificare che sia in realtà suo zio. In seguito lo inizia per farlo diventare un mezzo vampiro killer e, quando Darren torna alla sua città natale, Darius lo porta in una trappola per conto di Steve cercando di ucciderlo. Successivamente partecipa all’assalto del Circo degli Orrori dove viene preso prigioniero da Darren e Harkat, che meditano di usarlo come merce di scambio per salvare il piccolo Shancus Von. Tuttavia Steve uccide Shancus per pura crudeltà, sfidando Darren a fare lo stesso svelandogli che si tratta di suo nipote prima che possa farlo.
Scoperta la verità, Darren spiega a Darius la verità e si fa condurre a casa sua dove si rivela alla sorella Annie, per poi tramutare Darius in un mezzo vampiro affinché non sia costretto a uccidere per bere sangue. I due sopravvivono al processo, quindi Darius e Annie sono mandati via per restare al sicuro dalla battaglia con Darren che suggerisce loro di restare in contatto con i vampiri affinché il bambino possa allenarsi a controllarsi successivamente.

## Vampiri killer

### Steve "Leopard" Leonard
Steve Leonard è uno dei personaggi principali della saga; appare a partire dal primo libro come migliore amico di Darren Shan, per poi assumere un ruolo sempre maggiore con il passare della storia. A volte viene implicato che fosse stato trascurato dai suoi genitori durante la crescita e che sfogasse la propria rabbia su sua madre.
All'inizio della saga, da bambino, Steve ha un temperamento aggressivo e spericolato che gli fa guadagnare il soprannome di "Leopard" dai suoi amici. Non ha un buon rapporto con i genitori e compagni, ragione per cui deisidera diventare un vampiro ritenendo di non mancare a nessuno una volta trasformato. L'unico a cui Steve pare davvero legato è il suo migliore amico Darren, tanto da essere emotivamente dipendente da lui; dopo essersi convinto che l'abbia tradito diventando vampiro al posto suo, Steve mostra la sua vera natura crudele, vendicativa e violenta, tanto da risultare un completo sociopatico. In particolare, sviluppa un insano sadismo che lo porta a provare estremo piacere nelle uccisioni e nell'infliggere sofferenza al prossimo, anche persone innocenti o bambini (come nel caso di Shancus) e lui stesso ammette di aver reso la sua vendetta contro Darren inutilmente contorta per divertimento personale e per tormentare il più possibile l'ex amico. Anche i vampiri killer sotto il suo comando, che preferiscono uccidere le loro vittime, finiscono per rimanere turbati e disgustati dalle sue azioni, ma continuano a seguirlo per ordini di Mr.Tiny.
Quando Steve va al Circo degli Orrori con Darren, riconosce Larten Crepsley come un vampiro da uno dei suoi libri sui vampiri, essendo appassionato ed esperto di tale argomento. Dopo lo spettacolo, Steve implora Crepsley di trasformarlo in un vampiro e di assumerlo come suo assistente. Crepsley inizialmente è d'accordo, ma cambia idea dopo aver assaggiato il suo sangue ritenendolo “malvagio”, facendo scappare il ragazzino in preda alla furia. Quando Steve viene avvelenato dal ragno di Crepsley, Madame Octa, che Darren aveva rubato al vampiro, Darren accetta di diventare un mezzo vampiro e l'assistente di Crepsley in cambio dell’antidoto per salvare l’amico e finge la propria morte per allontanarsi dal mondo umano. Steve, però, ha dei sospetti e scopre che è ancora vivo; dopo che Darren è stato riesumato da Crepsley, Steve lo accusa di aver cospirato contro di lui con il vampiro per rubargli il posto come assistente. Sceglie di non ucciderlo sul momento perché è ancora un bambino, ma promette di diventare il più grande cacciatore di vampiri del mondo per eliminare Darren e Crepsley in futuro, tagliandosi il palmo della mano come ricordo del suo giuramento.
Ne La setta delle tenebre, i Cacciatori lo incontrano nella città dell'infanzia di Crepsley dove un gruppo di vampiri killer sta uccidendo gli umani, dimostrandosi amichevole nei loro confronti e affermando di essere diventato un cacciatore di vampiri killer. Sebbene Darren, Harkat e Vancha si fidino di Steve, Crepsley rimane sospettoso nei suoi confronti a causa del ricordo del suo sangue malvagio. Al termine del libro il gruppo cade in un'imboscata dal vampiri killer nelle fogne, dove Steve prende in ostaggio Debbie e rivela di essere un mezzo vampiro killer, avendo manipolato i cacciatori per tutto il tempo. Nella battaglia successiva Debbie viene presa dal vampiri killer, ma i cacciatori riescono a prendere Steve in ostaggio.
Successivamente Steve rimane brevemente ostaggio dei vampiri, ma aiuta a intrappolare i cacciatori in un'altra trappola facendoli mettere alle strette e arrestare dalla polizia umana, che è stata indotta a credere che i cacciatori siano gli assassini della città. Viene messo fuori combattimento prima che i cacciatori vengano presi in custodia dalla polizia e viene ricoverato in ospedale; tuttavia, mentre Darren viene interrogato dalla polizia, sente per caso che è scappato uccidendo diversi innocenti lungo la strada. Steve non viene più visto fino alla fine della storia, dove si trova con il clan dei vampiri killer nella caverna che funge loro da rifugio. Crepsley accetta di affrontare lui, Gannen Harst e l'apparente Signore dei vampiri killer in una battaglia sopra un baratro di pali fiammeggianti, riuscendo a uccidere il leader nemico a costo della propria vita. La Guerra delle Cicatrici sembra conclusa, ma in quella Steve rivela di essere lui il vero Signore dei vampiri killer, finora travestito solo da suo servitore per depistare i cacciatori. Gannen Harst stende Darren per impedirgli di avvertire i suoi alleati, mentre Steve e il clan di vampiri killer si dilegua.
Ne Il lago delle anime compare solo in un incubo di Darren in cui i due si affrontano in un mondo post-apocalittico.
Ne  Il Padrone del Male, Steve ritorna ad affrontare Darren avvalendosi dell’aiuto di un nuovo assistente, un bambino umano di nome Darius. Dopo un attacco al Circo degli Orrori, i vampiri killer prendono in ostaggio Shancus, giovane figlio dell’amico di Darren, Evra. Steve e i suoi alleati si accingono a scambiare con Darren e i suoi amici la vita del piccolo con quella di Darius, ma Steve spezza il collo di Shancus uccidendolo prima che ciò avvenga, sfidando Darren a fare lo stesso. Prima che quest’ultimo possa eseguire per vendetta, Steve gli rivela che Darius è in realtà figlio suo e di Annie, sorella minore di Darren, ovvero nipote del vampiro.
In Figli dell’orrore… Atto finale viene rivelato che, durante la presunta morte di Darren, Steve è tornato nella loro città natale dopo un periodo di lontananza, e ha fatto amicizia con Annie Shan, iniziando una relazione romantica con lei finché non è rimasta incinta a sedici anni. Steve andò a trovarla di notte quando era troppo tardi per abortire, minacciandola e deridendola affermando di non averla mai amata, prima di abbandonarla con il bambino.
Diversi anni dopo, Steve incontrò segretamente Darius e lo trasformò in un mezzo vampiro killer, facendogli il lavaggio del cervello affermando che fossero i vampiri a uccidere le loro vittime, non i vampiri killer. Darren trasforma Darius in un mezzo vampiro normale, poi si dirige al Circo degli Orrori per l’ultima battaglia contro Steve nella quale entrambi restano feriti; Steve sembra stare per avere la meglio, ma perde tempo gongolando permettendo a Darren di ferirlo mortalmente al cuore.
Desmond Tiny, che ha assistito al duello finale, rivela di essere il padre di Darren e Steve; essi sono in realtà fratelli, concepiti affinché il vincitore della loro battaglia potesse portare distruzione alla razza umana come il Signore delle Ombre. Steve è disperato per la sua crudele manipolazione e Darren lo convince a pugnalarlo, per poi trascinare entrambi nel fiume morendo per non adempiere alla profezia di Tiny.
Quando Darren viene salvato dal Lago delle Anime molti secoli dopo in un possibile futuro,Evanna gli rivela che anche lo spirito di Steve è intrappolato nel lago; lei ha scelto di non salvarlo come ha fatto con Darren per la sua scelta di compiere azioni malvagie nella vita al contrario di Darren, che ha sempre cercato di fare del bene nonostante la manipolazioni di Tiny.
Steve Leonard è interpretato da Josh Hutcherson nel film Aiuto Vampiro, molto diverso dai libri. In questa versione Steve è di cattiva influenza per Darren, più prepotente; diventa un vampiro killer molto prima dei libri: viene vampirizzato da Murlough (antagonista del terzo libro della saga) e spinto da Tiny a compiere il suo destino di leader del clan, nonostante non sia ancora il Signore ufficiale dei vampiri killer. Rapisce la famiglia di Darren per spingerlo a combattere con lui, finché Tiny non interrompe il loro scontro. Nonostante Darren gli chieda di rimanere, Steve rifiuta avendo scelto il proprio destino e se ne va con Tiny.
Nel manga Steve dimostra un maggior fondo di bontà rispetto ai romanzi, pur mantenendo caratteristiche malvagie e sadiche. Nella timeline alternativa dell'ultimo libro sceglie di rinunciare alla sua vita da vampiro

### Gannen Harst
Il fratello di Vancha con cui si è unito ai vampiri killer, rimanendo nel clan anche dopo l’abbandono del fratello. E’ colui che convince Steve a tentare la prova della bara di fuoco per verificare se sia il Signore dei vampiri killer e, quando il ragazzo supera la prova, viene eletto come suo protettore nella guerra imminente contro i vampiri, restando al suo fianco ogni volta che è possibile. Nonostante ciò, si trova spesso in disaccordo con molte delle decisioni inutilmente crudeli e sadiche del suo padrone, seguendolo comunque per la sua devozione al clan dei vampiri killer. Accompagna Steve fino allo scontro finale con Darren Shan e suo fratello Vancha, dove viene stordito da Reggie Veggie; sopravvive alla Guerra delle Cicatrici, prendendo il comando dei vampiri killer dopo il trapasso di Steve. Evanna ha un rapporto con lui e suo fratello Vancha, rimanendo incinta di due gemelli da entrambi come speranza di una pacificazione a lungo termine tra i due clan.

### Reggie Veggie
Conosciuto anche come RV, è un ex amico di Darren che appare per la prima volta in L’assistente del vampiro come un ecologista estremista, che fa amicizia con Darren, Evra e Sam Grest poiché la sua compagnia è vicina al luogo in cui si esibisce il Circo degli Orrori. È vegetariano e sensibile ai diritti degli animali, quindi quando assiste a uno spettacolo è sconvolto nel vedere l'Uomo Lupo rinchiuso e le capre uccise durante le esibizioni. Dopo aver visto Darren uccidere un animale come cibo per il Piccolo Popolo, RV giura rabbiosamente di abbattere il circo. Darren è costretto a minacciarlo con i suoi poteri da vampiro per spingerlo a fuggire, ma lui fa successivamente ritorno per liberare l'Uomo Lupo dalla sua gabbia senza rendersi conto della sua pericolosità; nonostante Darren tenti di avvertirlo, la creatura gli divora le mani mentre sta aprendo la gabbia. Accusando Darren dell'accaduto, RV scappa via urlando follemente.
Ne La setta delle tenebre i cacciatori passano gran parte del libro a investigare sul vampiro killer con mani uncinate che sta mietendo vittime della città natale di Crepsley; alla fine della storia si rivela essere Reggie Veggie, sopravvissuto all’incidente con l’Uomo Lupo e catturato e vampirizzato dai vampiri killer, che hanno sostituito i moncherini con degli uncini. Da quando ha assaporato la carne umana non è più vegetariano, inoltre ha perso i suoi ideali pacifici ed è ossessionato dal desiderio di vendetta contro Darrem che ritiene ancora responsabile della sua perdita. Durante lo scontro tra vampiri e vampiri killer, RV prende in ostaggio Debbie e fugge, rapendola.
Nel libro successivo combatte assieme ai suoi compagni nella caverna, scontrandosi con Harkat che riesce a strappargli gli uncini. Sopravvive alla battaglia, scappando con i vampiri killer superstiti.
In Il padrone del male  RV, insieme al vampiro Morgan James, attacca una partita di calcio e uccide Tommy Jones, vecchio amico di Darren e Steve. Viene inseguito da Darren che conduce ai suoi superiori, Steve Leonard e Gannen Harst. Dopo che Steve ferisce Darren, RV scappa con loro. Successivamente attacca il Circo degli Orrori prendendo in ostaggio il figlio di Evra, Shancus, portandolo nel nascondiglio dei vampiri killer. Tuttavia, inizia a mostrare incertezze sulla sua lealtà quando mostra una forte riluttanza alla prospettiva di uccidere il bambino-serpente, mostrando sollievo quando Steve fa intendere che non succederà. È allora che Darren si rende conto che RV non è veramente malvagio come Steve, ma folle e fuorviato da rabbia e dolore. Dopo che Steve ha ucciso Shancus, RV rimane scioccato ma se ne va comunque assieme ai suoi alleati.
L'omicidio di Shancus ha un profondo effetto su RV, che non sa più da che parte stare. Nell’ultimo libro, durante lo scontro finale, prende ancora Debbie prigioniera ma si rifiuta di ucciderla quando Steve gli dà l’ordine, ritenendo abbia sbagliato a uccidere Shancus quando l’unico vero nemico era Darren. In seguito tenta di non prendere parte ai combattimenti, cercando di sfuggire al caos, ma finisce per decapitare Cormac Limbs quando quest’ultimo l’attacca, subendo poi un crollo nervoso mettendosi a piangere affermando di volere solo aiutare le persone. Caduto nella totale follia che gli provoca delle visioni, più avanti cambia posizione e attacca Gannen nel tentativo di salvare Vancha, riuscendo a sconfiggerlo subito prima che Steve gli pugnali la gola. Prima di morire un’altra visione gli fa credere di aver riavuto le mani, portandolo a trapassare felicemente.

### Murlough
Un vampiro killer impazzito, a tal punto da parlare di se stesso in terza persona. Terrorizza la città natale di Crepsley mietendo vittime, finché non viene fermato da Darren e Crespley. Per questo rapisce il ragazzino-serpente Evra, torturandolo rimuovendogli alcune scaglie, e cerca di uccidere Debbie Hemlock, ragazza di Darren. Per salvarli Darren e Crepsley riescono ad attirarlo in trappola e a ucciderlo e, dopo la sua morte, la sua anima resta intrappolata nel Lago delle Anime; il suo spirito viene visto da Darren e Harkat nel decimo libro della saga.
Nel film si chiama Murlaugh ed è interpretato da Ray Stevenson. Ha un ruolo totalmente diverso, in quanto è colui che vampirizza Steve Leonard e lo aiuta nella sua battaglia contro Darren. Dopo essere stato sconfitto da Crepsley, il signor Tiny lo trasforma in un membro del Piccolo Popolo come punizione per il suo fallimento nell’assistere Steve.

### Glalda Erefith
Un amico di Kurda Smahlt, è un feroce vampiro killer che ha combattuto contro i vampiri nella battaglia che ha dato inizio alla Guerra delle Cicatrici. Uccide Arra Sails, per poi essere a sua volta ucciso da Darren Shan. Ha una voglia rossa sulla guancia sinistra ed ha assistito alla morte di Gavner Purl nella caverna.

## Umani

### Annie Shan
La sorella minore di Darren; causa indirettamente gran parte degli eventi della saga, poiché distrae Darren mentre sta mostrando la tarantola Madame Octa a Steve Leonard portando quest’ultimo a essere morso, causandogli una paralisi mortale da cui viene salvato grazie a Darren che accetta di diventare assistente vampiro di Mr. Crepsley.
Dopo la presunta morte di Darren, Steve riesce ad ammaliare Annie facendole credere di amarla, per poi minacciarla e abbandonarla quando resta incinta di loro figlio a sedici anni; Steve, infatti, frequenta di nascosto il bambino chiamato Darius per portarlo dalla sua parte e usarlo nella sua futura guerra contro Darren. Quando gli scontri tra vampiri e vampiri killer giungono al culmine, Darren si ricongiunge con Annie per spiegarle tutta la verità riguardo Darius e, dopo aver vampirizzato normalmente il bambino, manda i due via affinché siano al sicuro.
Annie è interpretata da Morgan Saylor nel film, Viene rapita con i genitori da Seve per essere usata come ostaggio contro Darren, ma i tre sono salvati e ipnotizzati affinché si dimentichino quanto è accaduto.

### Dermot Shan
ll padre di Annie e l'uomo che Darren crede essere suo padre. Nell’ultimo libro è rivelato che in realtà è Mr. Tiny il padre biologico di Darren, sebbene non siano spiegate le circostanze del concepimento (viene fatto intendere che neanche la signora Shan sa nulla al riguardo). Resta distrutto dall’apparente morte del figlio, tanto che diversi anni dopo subisce un lieve attacco di cuore e si trasferisce in un’altra città con la moglie.
È interpretato da Don McManus nel film; viene rapito con la moglie e la figlia da Seve per essere usata come ostaggio contro Darren, ma i tre sono salvati e ipnotizzati affinché si dimentichino quanto è accaduto.

### Angela Shan
Madre di Darren e Annie, ha concepito il primo con il signor Tiny sebbene non sia chiaro secondo quali circostanze (lei stessa ne è inconsapevole). Si trasferisce con il marito in un’altra città dopo la morte apparente di Darren.
È interpretata da Colleen Camp nel film; viene rapito con il marito e la figlia da Seve per essere usata come ostaggio contro Darren, ma i tre sono salvati e ipnotizzati affinché si dimentichino quanto è accaduto.

### Tommy Jones
Tommy era uno dei migliori amici di Darren e Steve prima che venissero vampirizzati. Ha seguito il suo sogno d'infanzia ed è diventato un calciatore professionista (della squadra britannica), giocando come portiere per una squadra nazionale. Il suo nome è spesso riferito nel libro a quello del cantante gallese Tom Jones. Incontra Darren 15 anni dopo la sua presunta morte quando il Circo degli Orrori torna in città e Darren racconta al suo vecchio amico di soffrire di una malattia che gli blocca la crescita, ragione per cui ha finto la sua morte per poter intraprendere una lunga e complessa cura. Tommy dà a Darren un biglietto per una partita di calcio a cui parteciperà, ma viene brutalmente assassinato dal folle mezzo vampiresco RV per attirare Darren in una trappola. Successivamente viene suggerito che probabilmente era a conoscenza della relazione di Steve con Annie Shan, ma non ha avuto abbastanza tempo per dirlo a Darren.

### Alan Morris
L'amico di Darren che ha mostrato a lui e Steve il volantino che ha rubato a suo fratello. Alan diventerà in futuro un famoso scienziato, specializzato nella clonazione. Nell’ultimo libro Evanna rivela che Mr Tiny ha influenzato il suo lavoro, portando infine alla creazione dei draghi da una combinazione di cellule di dinosauro. L'umanità è destinata a perderne il controllo nel lontano futuro.

### Sam Grest
Un ragazzo con cui Darren ed Evra stringono amicizia quando si sono fermati per uno spettacolo nel secondo libro. Gli piacevano le cipolle sottaceto e aveva una famiglia numerosa con molti animali domestici; è brutalmente ucciso e fatto a pezzi dall’Uomo Lupo, quindi Darren beve il suo sangue per preservare la sua anima. È la seconda persona da cui Darren beve dopo il suo amico Alan e la prima che drena completamente, salvandosi anche la vita in quanto si stava indebolendo progressivamente non nutrendosi di sangue umano pur essendo un vampiro; così facendo conserva i suoi ricordi e assume la passione per le cipolle sottaceto.
Sebbene nella storia principale non sia mai stato approfondito, sembra che possedesse attività da chiaroveggente, in quanto in un libro speciale si scopre che ha inavvertitamente predetto la propria morte e l’esistenza del vampiro Murlough quando aveva solo nove anni. Nella versione manga del terzo libro Darren evoca il suo fantasma (parte inesistente nel libro originale).
L’anima di Sam riappare nella tana segreta di Mr. Tiny nel dodicesimo libro, riconoscendo Darren e salutandolo.

### Debbie Hemlock
L’occasionale fidanzata di Darren; i due si incontrano da ragazzini, quando hanno circa 13 anni, per poi incontrarsi nuovamente da adulti (sebbene Darren abbia mantenuto lo stesso aspetto giovanile a causa dell’invecchiamento rallentato). Aiuta i vampiri nella Guerra dell Cicatrici e ha l’idea di assumere degli umani per assisterli nella guerra. Nonostante ami Darren, da adulta si rifiuta di baciarlo per l’eccessivo divario di età del loro aspetto fisico, accettando solo dopo che il vampiro ha superato la seconda epurazione (facendolo apparire più grande), nonostante questo momento non arriverà mai poiché Darren morirà prima.
È descritta come una ragazza carina, di buon cuore e gioiosa, con capelli e pelle scuri.
Nella versione cinematografica è presente una ragazza di nome Rebecca, che fa parte del Circo degli Orrori e con cui Darren stringe amicizia per poi iniziare una relazione, sebbene non abbia nulla da spartire con Debbie.
In un tweet l'autore ha dichiarato che Debbie avrebbe dovuto formare una coppia amorosa con la poliziotta umana Alice Burgess, ma gli editori si sono opposti; nella saga le due appaiono quindi solo come buone amiche.

### Walter Blaws
Un ispettore scolastico che ha fatto andare Darren a Mahler dove ha reincontrato Debbie Hemlock come sua insegnante, quando Darren è tornato nella città di Mr Crepsley per fermare il vampiro killer che stava mietendo vittime. Quando Darren viene ingiustamente arrestato e accusato degli omicidi, il signor Blaws arriva nella prigione dove Darren è detenuto per confermare la sua identità, restando sconvolto dalla sua presunta colpevolezza.

### Tara Williams
Una ragazza dolce e timida nella classe di inglese di Darren, sua compagna di banco e studentessa di Debbie. È tra le vittime del vampiro killer che compie diversi omicidi in città (probabilmente Reggie Veggie) e Darren è accusato del suo omicidio e di quello delle altre vittime con i suoi amici.

### Alice Burgess
Ispettrice capo della polizia del luogo di nascita di Larten Crepsley. Scopre la verità sui vampiri nonostante l’iniziale ostilità con il gruppo di cacciatori e si allea con loro aiutandoli nella Guerra delle Cicatrici, reclutando un esercito di gente di strada che può usare le armi moderne contro i nemici.
L'autore avrebbe voluto realizzare una coppia amorosa tra Alice e Debbie Hemlock, ma ha dovuto renderle solo amiche quando i redattori si sono opposti alla rappresentazione di una coppia omosessuale.

### Spits Abrams
Un marinaio / pirata folle e cannibale che Darren e Harkat incontrano nel Lago delle Anime nel futuro. Inizialmente amichevole con i due, in realtà progetta di ucciderli e di pescare le anime del lago per nutrirsi di esse; viene ucciso prima di poter mantenere i suoi propositi, con un drago che getta una fiammata di fuoco sulla sua testa costringendolo a buttarsi in acqua e annegando. In uno dei libri speciali si scopre che è parzialmente responsabile della morte del marito e della figlia di Madame Truska, che ha affermato che la sua famiglia è stata assassinata da “pescatori malvagi”.

### Oggy Bas
Abbreviazione di Augustine Bas; un ragazzino che viene inizialmente scambiato da Darren per il figlio di Annie (vedendoli insieme da lontano). È un amico di Darius che spesso aiuta Annie con molti lavori casalinghi.

### Signor Dalton
Il signor Dalton è l'insegnante preferito di Steve, che informa Darren che i freak show sono vietati e illegali.

### Signora Quinn
L'insegnante di geografia di Darren, Steve e i loro amici.

### Signora Leonard
La madre di Steve Leonard; sembrerebbe che Steve si comporti crudelmente verso di lei per sfogare le sue frustrazioni. Soffre molto quando il figlio viene morso da Madame Octa e s sembra che stia per morire; successivamente Darren viene informato della sua morte e sospetta che Steve possa essere coinvolto in qualche modo.

### Jimmy Ovo
Un patologo conoscente dei vampiri; Crepsley cerca di convincere Darren a bere il sangue di un cadavere in suo possesso poco dopo la sua trasformazione, sebbene lui si rifiuti.
In uno dei libri speciali si scopre che il padre di Jimmy, James, era un sopravvissuto all'Olocausto che è stato salvato da Kurda Smahlt dai campi di sterminio nazisti. Jimmy appare più tardi nel romanzo, dove va con Gavner Purl ad assistere a un'esibizione del Circo degli Orrori nella New York degli anni '60. Si scopre che la famiglia di James ha lavorato come impresario di pompe funebri prima della seconda guerra mondiale, anche se si dice che Jimmy si trovi in un campo di lavoro simile a quello della sua famiglia.

### Jesse e Donna Hemlock
La madre e il padre di Debbie, fanno solo una breve apparizione nel terzo libro; vengono usati come esca per attirare Murlough in una trappola dove viene ucciso dal signor Crepsley.

## Vampet
I vampet sono umani reclutati dai vampiri killer per la Guerra delle Cicatrici. Sebbene ai vampiri killer non sia permesso usare armi a proiettile per orgoglio, i vampet possono usarle liberamente poiché non sono vincolati da nessuna delle leggi vampiriche.
Indossano una camicia marrone e pantaloni neri, hanno tutti la testa rasata e una "V" viola tatuata sopra entrambe le orecchie.

### Morgan James
Ex guardia di polizia, ha lavorato con Alice Burgess fino a quando non ha rivelato di essere un vampet mentre interrogava Darren in una cella di prigione. È una delle principali guardie del corpo di Steve e viene sfigurato da Alice quando gli spara in faccia. È l’assassino del signor Tall e viene ucciso da Harkat che gli mozza la testa nello scontro finale.

### Mark Ryter
Un vampet che nel nono libro viene torturato e ucciso da Vancha March.

## Vampirites
I vampirites sono un gruppo di persone di strada reclutate da Debbie Hemlock e Alice Burgess per aiutare i vampiri nella Guerra delle Cicatrici. Sono per lo più senzatetto e, come i vampet, possono usare armi a proiettile.

### Declan
Una delle persone di strada che è stata reclutata da Debbie Hemlock e Alice Burgess per aiutare i vampiri nella Guerra delle Cicatrici. Lui e il suo amico, Little Kenny, hanno aiutato a salvare Darren quando è stato ferito durante il suo incontro con Steve Leonard nella città natale di Darren.

### Little Kenny
Un amico di Declan che lo ha aiutato a salvare Darren.

## Membri del Circo degli Orrori

### Evra Von
Amico intimo di Darren, noto anche come il ragazzo-serpente (o l'uomo-serpente quando diventa adulto), è un artista del Circo degli Orrori. Ha aiutato il signor Crepsley e Darren a sconfiggere Murlough nel terzo libro, ma è stato ferito in modo permanente quando Murlough gli strappato delle squame dalla spalla destra. Diventa uno dei migliori amici di Darren al suo arrivo al circo ma, poiché Evra invecchia normalmente e Darren di 1/5 del tasso normale, il loro legame si assottiglia col passare del tempo. Verso la fine dell'ultimo libro, quando Darren assiste a uno spettacolo, commenta che gli sarebbe stato troppo difficile guardare il ragazzo-serpente esibirsi, riflettendo sul dolore che gli sarebbe poi capitato a causa dei ricordi. Evra è nata da genitori normali, che rimasero inorriditi quando lo videro e lo lasciarono in un orfanotrofio all'età di due anni, dove fu preso di mira dagli altri bambini. Quando aveva quattro anni venne venduto a un circo itinerante dove fu maltrattato, rinchiuso in una vasca di vetro e costretto a sentirsi brutto, inutile e strano. Sette anni dopo, quando aveva undici anni, fu salvato dal signor Tall che gli offrì un posto al Circo degli Orrori che divenne la sua casa per il resto della sua vita.
Da adulto si sposa con un’altra artista del circo, Merla, capace di lanciare le proprie orecchie come un boomerang, e ha tre figli: Shancus (che prende il nome da Darren Shan, considerandolo alla stregua di un patrigno), Urcha (l’unico a sentirsi diverso dagli altri figli avendo la pelle normale) e la piccola Lilia. Durante l’assalto dei vampiri killer al Circo degli Orrori, Evra partecipa alla difesa del circo ma suo figlio Shancus viene rapito da Steve e i vampiri killer; apparentemente decidono di scambiare la sua vita per quella di Darius, ma poi Steve lo uccide spezzandogli il collo in un gesto di insensata crudeltà, lasciando stravolto Evra che riporta il suo corpo al circo. Successivamente, mosso dalla rabbia per la morte del figlio, quasi uccide Steve in uno scontro.
È interpretato da Patrick Fugit nel film; in questa versione pare che il signor Tall lo abbia trovato in un cassonetto abbandonato a due anni.

### Merla Von
È la moglie di Evra e madre di Shancus, Urcha e Lilia. Può staccarsi le orecchie e usarle come una specie di boomerang; non è spiegato come sia entrata al Circo degli Orrori, sebbene pare non ci facesse parte durante la permanenza al circo di Darren e Crepsley. Usa spesso la minaccia dell'Uomo Lupo quando i suoi figli si comportano male, in particolare quando infastidiscono Alexander Ribs cercando di scherzare con le sue ossa simili a uno xilofono. È una donna carina e simpatica, molto intelligente e amorevole. Alla fine della saga deve affrontare il lutto della morte del suo primogenito, ucciso da Steve dopo essere stato rapito dai vampiri killer.

### Shancus Von
Il figlio maggiore di Evra e Merla; insieme a Lila, Shancus ha le squame come suo padre. Il suo nome è un omaggio a Darren, caro amico di Evra, e per questo ha uno speciale legame affettivo con lui credendolo suo padrino. Si esibisce con il padre durante lo spettacolo; viene rapito dai vampiri killer durante un assalto al circo, per poi essere usato come merce di scambio per Darius. Steve lo uccide prima che lo scambio avvenga, spezzandogli il collo per sfidare Darren a fare lo stesso con Darius.

### Urcha Von
Il figlio di mezzo di Evra e Merla. È l'unico tra i fratelli a non avere squame da serpente, quindi si sente spesso diverso rispetto ai familiari; quando Darren regala un serpente nuovo a Shancus, il suo vecchio viene tramandato a Urcha, rendendolo felice. Alla fine della saga subisce il lutto del fratello, ucciso da Steve.

### Lilia Von
La figlia più piccola di Evra e Merla e unica femmina. Come Shancus ha squame da serpente in tutto il corpo; alla fine della saga subisce il lutto di suo fratello, ucciso da Steve.

### Rhamus Due-Stomaci
Rhamus, come suggerisce il nome, ha due stomaci, e si dice che sia in grado di mangiare qualsiasi cosa in pochi minuti. Pare abbia mangiato un elefante adulto e un acquario e può avvolgere forchette e cucchiai attorno a una catena all’interno del suo stomaco per tirarli fuori di nuovo. Nei combattimenti stende le persone abbattendole con il proprio peso.
È interpretato da Frankie Faison nel film.

### Truska
Una donna che può farsi crescere una barba indistruttibile con la propria volontà e poi farla sparire. È stata lei a fabbricare a Darren il suo costume da pirata. Nei libri pare avere una relazione con Vancha March; combatte i suoi avversari controllando la sua barba come un serpente.
In uno dei libri speciali si scopre che è una creatura chiamata skelk, portata al circo da Vancha dopo che suo marito e sua figlia sono stati uccisi (questo perché, dopo essere rimasti vedovi, gli skelk devono trascorrere venti o trent’anni isolati dai loro simili in lutto). I suoi familiari sono stati uccisi da pescatori malvagi, che probabilmente credevano gli skelk delle creature cattive e li cacciavano per questo.
È interpretata da Salma Hayek nel film; qui sembra avere una relazione con Mr.Crepsley.

### Gertha Teeth
Una delle artisti femminili del Circo degli Orrori. I suoi denti sono estremamente forti e le sue esibizioni sono spesso unite a quelle di Rhamus.
È interpretata da Kirsten Schaal nel film.

### Cormac Limbs
Un artista del circo; quando i suoi arti vengono rimossi (amputati), può farli crescere a piacimento. Ha scoperto i suoi poteri quando si è tagliato accidentalmente una parte del naso quando era più giovane. Durante il suo primo incontro con Darren, gli spiega che per quanto ne sa può far ricrescere tutte le parti del suo corpo, anche se afferma di non aver mai provato a far ricrescere la testa per il rischio di morte. Tuttavia, quando la sua testa viene tagliata da Reggie Veggie nello scontro finale, gliene ricrescono due leggermente più piccole, facendo impazzire il vampiro killer. Le due teste parlano e agiscono all’unisono.
Nel film è una donna, interpretata da Jane Krakowski.

### Hans Hands
Uno degli artisti del circo, può camminare e correre sulle sue mani più velocemente di quanto un uomo normale possa correre con i propri piedi. Suo padre è nato senza gambe e ha imparato a camminare con le mani; è tra le vittime dello scontro finale contro i vampiri killer nell’ultimo libro.
Viene interpretato da Jonathan Nosan nel film.

### Uomo Lupo
Una bestia feroce metà umana e metà lupo, impazzito a causa di un miscuglio del suo sangue umano con quello di un lupo; deve essere costantemente rinchiuso per evitare aggressioni. Ha ucciso l'amico di Darren, Sam Grest, e sbranato le mani di Reggie Veggie portandolo alla follia e alla trasformazione in vampiro killer, motivi per cui Darren lo disprezza.
È interpretato da Tom Woodruff Jr. nel film.

### Alexander Ribs
È un artista più comico che spaventoso, con l’incarico di tranquillizzare il pubblico dopo l’inizio spaventoso con l’uomo-lupo. E l’'uomo più magro che Darren abbia mai visto, capace di suonare il London Bridge is Falling Down, canzoni dei Beatles e temi televisivi aprendo la bocca e colpendosi le costole ossute con una bacchetta. È tra le vittime della battaglia finale contro i vampiri killer.
È interpretato da Orlando Jones nell'adattamento cinematografico.

### Jekkus Flang
Un bigliettaio al circo che eccelle come giocoliere e nel lancio dei coltelli. Nell’ultimo libro guida alla battaglia il Piccolo Popolo.

### Sive e Seersa
Gemelle contorsioniste capaci di torcere i loro corpi l'uno intorno all'altro in modo che sembrassero una persona sola. Erano abili e interessanti, ma noiose rispetto al resto degli artisti; sono spesso usate come finto climax per gli spettacoli, per poi sorprendere gli spettatori con l’esibizione di Evra Von.

### Bradley Stretch
Un artista del circo con la capacità di allungarsi in tutti i tipi di forme. È scomparso ed è stato (apparentemente) divorato dal Piccolo Popolo alcuni anni prima che Darren si unisse al circo. Evra afferma di aver trovato le sue ossa e un suo braccialetto durante la pulizia delle cose del Piccolo Popolo. I suoi resti sono dati da mangiare all’Uomo Lupo e Darren e Evra scherzano supponendo abbiano un sapore gommoso.

## Altri

### Desmond "Des" Tiny
Desmond "Des” Tiny è noto ai vampiri al Circo degli Orrori come un intrigante imbroglione dagli immensi poteri magici, che ha creato il Piccolo Popolo, le reliquie più sacre dei vampiri e vampiri killer, e una serie di profezie; inoltre è il padre di Lady Evanna. Ha i capelli bianchi corti, gli occhiali spessi e il viso tozzo, con un sorriso caldo ma beffardo. Indossa un misero abito giallo e un paio di stivali da pioggia verdi, ha sei dita, piedi palmati, porta un orologio a forma di cuore e ha sei artigli da gatto su ciascun piede. A volte chiede alle persone di chiamarlo Des, rendendo il suo nome “Destiny”, ovvero “destino”. È universalmente temuto per il suo amore per il caos e la crudeltà; ammette apertamente di mangiare bambini e gode all'idea che migliaia di persone muoiano per disastri naturali.
Ha la predizione dell'ascesa del Signore dei Vampiri, quindi informa i vampiri che devono distruggerlo prima che diventi maggiorenne, informandoli che Darren Shan e il signor Crepsley sono due dei tre “cacciatori” che avranno le quattro possibilità di ucciderlo. I libri successivi della serie elaborano ulteriormente i suoi poteri e si scopre che è un viaggiatore nel tempo capace di resuscitare i morti, e che Hibernius Tall è anche suo figlio e il gemello di Evanna. Desmond possiede molti oggetti originali progettati da personaggi famosi come l’originale dipinto  La Gioconda di Leonardo da Vinci. Raccoglie molte cose dall'umanità, tranne i libri a causa del suo disinteresse per la lettura (principalmente narrativa).
Nell’ultimo libro Mr Tiny rivela di essere il padre naturale di Darren Shan e Steve Leonard, avendo progettato la guerra tra i vampiri e vampiri killer per riportare la razza umana nello stato caotico e sanguinoso originale che egli ama, e ha messo i suoi stessi figli l'uno contro l'altro solo per far diventare il vincitore del loro scontro il Signore delle Ombre, un tiranno che avrebbe guidato il mondo alla rovina. Darren riesce a distruggere i suoi propositi facendosi pugnalare a propria volta da Steve e trascinando entrambi nel fiume a morire.
Avendo perso il suo dittatore e i suoi mezzi per distruggere il mondo, Desmond si rivolge a sua figlia Evanna per concepire un bambino che rimetterebbe i vampiri e i vampiri killer sul piede di guerra; in cambio Darren, una vittima innocente dell'ingerenza di Tiny, verrà liberato dal Lago delle Anime. Evanna riesce però a beffare il padre concependo due gemelli da un vampiro e da un vampiro killer, che creeranno una nuova specie che può riprodursi liberamente con entrambe le razze, cancellando ogni divisione tra di loro. Manda anche un Darren reincarnato nel passato per consegnare i suoi diari nelle mani di un autore: questi libri vengono aggiornati con le rivelazioni sull'ingerenza di Tiny e alla fine lo smaschereranno e distruggeranno definitivamente i suoi sforzi per impedire all'umanità di trovare la pace.
È interpretato da Michael Cerveris nel film.

### Hibernius Tall
Il direttore del Circo degli Orrori, amato e molto rispettato dagli artisti avendo offerto rifugio a esseri umani insoliti attraverso il circo per molti anni. Ha poteri telepatici, precognizione e può muoversi veloce come un fulmine. Conosce bene molti vampiri, tra i quali il suo migliore amico Larten Crepsley. Sembra essere vincolato da leggi universali similmente a Lady Evanna, essendo incapace di intervenire nella Guerra delle Cicatrici. Conferma la profezia di Evanna riguardo al Signore delle Ombre con grande orrore di Darren; durante l’attacco al circo da parte dei subordinati di Steve Leonard, Tall abbandona la sua neutralità cercando di salvare la vita di Shancus Von, sulla base del fatto che hanno attaccato la sua famiglia e viene quindi brutalmente colpito da Morgan James. Dopo la sua morte, Mr Tiny ed Evanna arrivano al circo per dirgli addio, e viene rivelato che Mr. Tall era il figlio di Mr Tiny e il fratello di Evanna.
È interpretato da Ken Watanabe nel film.

### Lady Evanna
Una "strega" con molti poteri, estremamente permalosa. Normalmente indossa numerose corde invece di vestiti. È la figlia di Desmond Tiny, sorella di Hibernius Tall e sorellastra di Darren e Steve. Evanna alleva rane la cui pigmentazione può cambiare, permettendole di creare immagini con la schiena. Ha molti amici vampiri ed è la responsabile della cicatrice che sfregia il volto di Mr Creplsey. È stata creata quando Desmond Tiny mescolò sangue di vampiro e lupo per creare due bambini nati da un lupo. È l'unica entità che in grado di concepire un bambino da un vampiro / vampiro killer. I suoi altri poteri sono simili a quelli di Mr. Tiny, ma considerevolmente più deboli ed è sempre vincolata dalla sua incapacità di interferire direttamente con gli affari dell'umanità. Come tale, si sforza sempre di essere un'osservatrice neutrale nella Guerra delle Cicatrici, nonostante l'animosità e la sfiducia che questo crea tra i suoi amici, e l'angoscia che provoca a Darren dicendogli che diventerà il Signore delle Ombre e porterà l'umanità alla rovina.
Al culmine della Guerra delle Cicatrici apprende che Darren Shan e Steve Leopard sono i suoi fratellastri, essendo stati creati direttamente da Mr Tiny per gettare il mondo umano nel caos. Sconvolta dalla sua neutralità, Evanna cerca quindi di sconvolgere i piani di Tiny e di salvare Darren dalla sua prigionia nel Lago delle Anime. Quando Mr Tiny si offre di rilasciare Darren in cambio del fatto che lei concepisca un figlio di un vampiro o di un vampiro killer, per riportare i clan in guerra, riesce a beffare il padre concependo due gemelli di entrambe le razze.

## Animali

### Madame Octa
Il ragno di Larten Crepsley. Madame Octa è un ragno telepatico e può fare molti trucchi diversi. È molto intelligente e velenosa, può anche essere addestrata a controllare la quantità di veleno da iniettare. Può vivere fino a 30 anni secondo il monaco che l'ha dato a Crepsley. Nel primo libro morde Steve inducendo Darren ad andare da Crepsley per chiedere un antidoto, ma la condizione è che Darren deve diventare un mezzo vampiro per fargli da assistente.
Successivamente, Darren rilascia Madame Octa nella grotta dei ragni all'interno del Picco dei Vampiri dove si accoppia e produce una prole, che prende il nome da Darren; I ragni del Ba'Shan.

### Striscia
Un lupo che Darren incontra durante il suo viaggio verso il Picco dei Vampiri. È stato soprannominato così da Darren per il segno sulla sua pelliccia. Insieme al resto del suo branco accompagna Darren, Crepsley e Gavner fino al Picco. Successivamente soccorrono Darren dopo che è stato espulso dalla montagna e lo aiutano a riprendersi affinché possa tornare dai vampiri per avvertire la minaccia di Kurda.

### Magda
Una lupa del branco di Striscia, soprannominata così da Darren in onore di sua nonna. Era una dei lupi che Darren incontrò per la prima volta dopo essere stato attaccato dall'orso rabbioso. Aiuta  Darren a risalire il Picco dei Vampiri e muore durante il viaggio. Darren ritiene che sapesse sarebbe morta presto e ha voluto in modo onorevole come i vampiri.

### Rudi
Un cucciolo di lupo nel branco di Striscia; Darren sviluppa un forte attaccamento a lui, provando una grande tristezza quando giunge il momento di separarsi. Ritrova Darren nel sesto libro (da giovane adulto) e lo aiuta a riprendersi dalle sue ferite.